# Jawa-ČZ 175/356
Jawa-ČZ 175 typ 356, lidově zvaný malá kývačka, je motocykl, vyráběný v letech 1956–1960. Nástupcem se stal v roce 1960 jednovýfukový model ČZ 175/450.
Motocykl byl vyráběn ve spolupráci ČZ a Jawy v rámci tzv. Národní řady. Vyráběn byl Českými závody motocyklovými ve Strakonicích. Název malá kývačka vznikl podle toho, že měl motocykl zadní kyvnou vidlici, proto kývačka, ale měl slabší motor a byl celkově subtilnější než Jawou vyráběné modely 250/353 a 350/354, proto malá. Motocykl měl 16" kola a kapalinové tlumiče, které zajišťovaly pohodlnější cestování. Rám motocyklu je uzavřený, jednoduchý, svařený z ocelových trubek obdélníkového průřezu a ocelových výlisků. Motor měl stejně jako velká kývačka jednopákové startování. V roce 1958 proběhla nejvíce viditelná změna, při které byla přesunuta spínací skříňka z nádrže do masky a tlumiče výfuků se začaly montovat tzv. doutníky (dříve tzv. rybiny). Takto byl motocykl vyráběn až do konce výroby v roce 1960.

## Technické parametry
- Rám: trubkový ocelový
- Suchá hmotnost: 115 kg
- Pohotovostní hmotnost: 125 kg
- Maximální rychlost: 90 km/h-jezdec v lehu 95km/h
- Spotřeba paliva: 3,1 l/100 km

## Fotogalerie

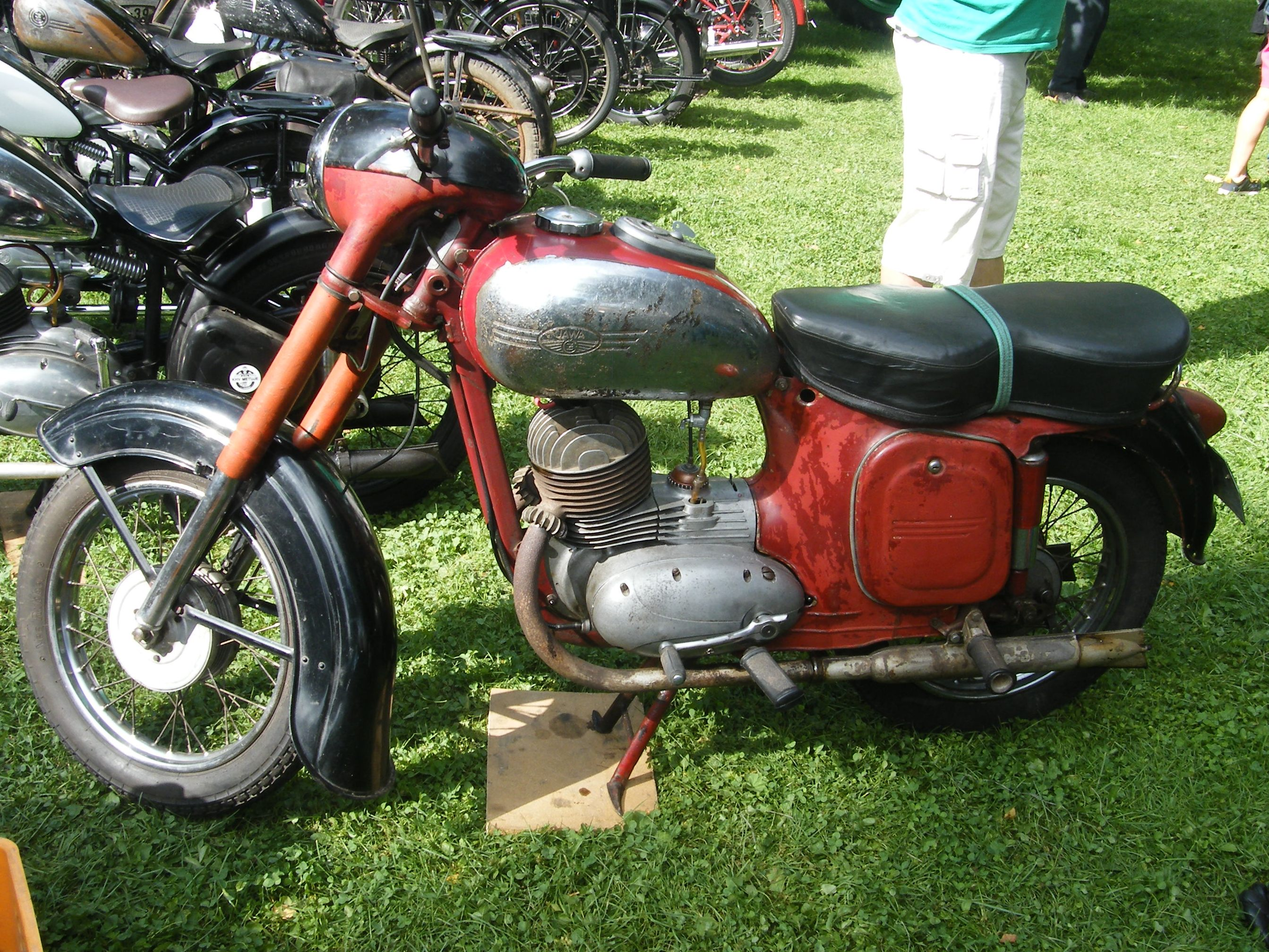
Jawa-ČZ 175/356 (1957)
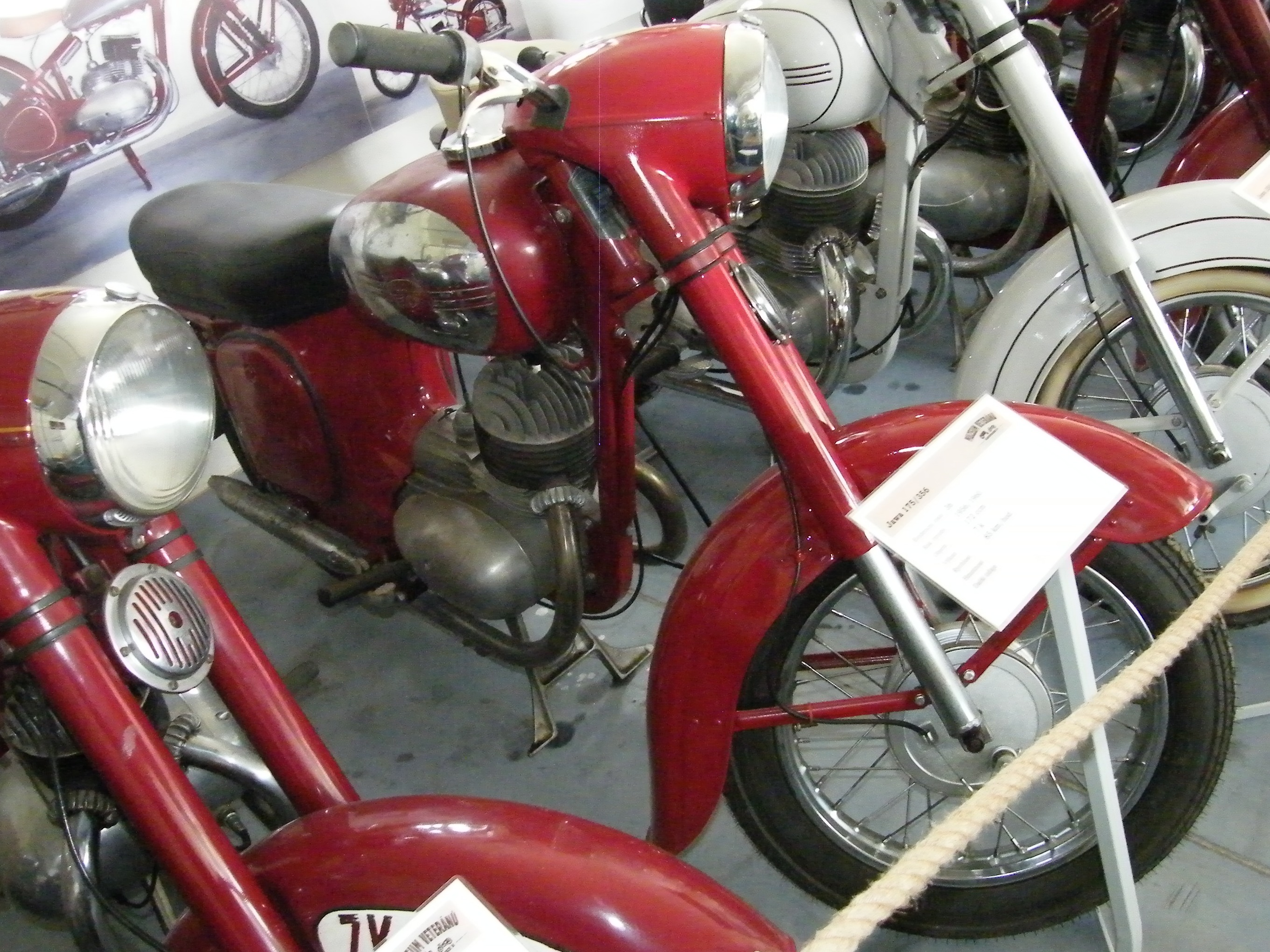
Jawa-ČZ 175/356
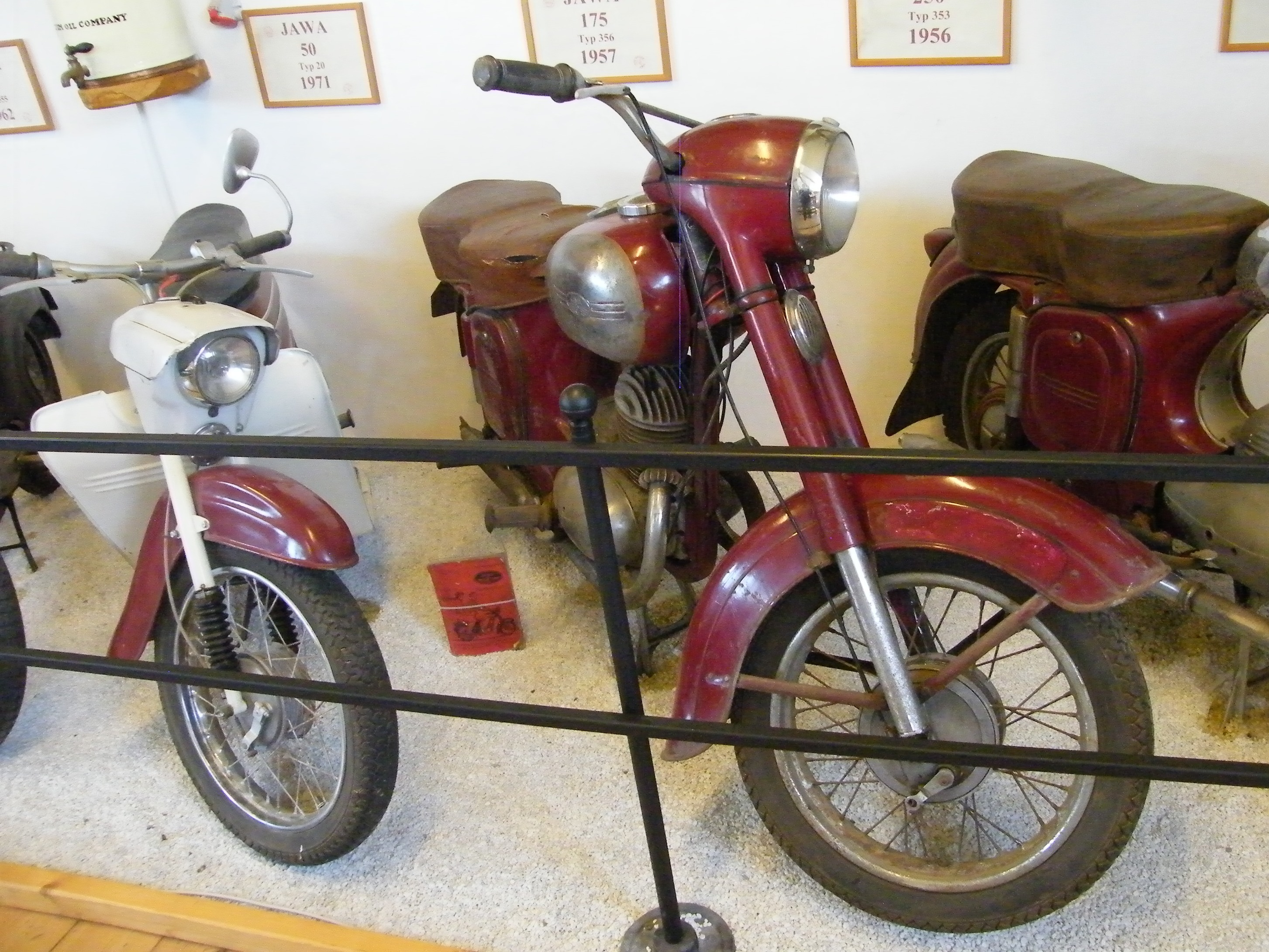
Jawa-ČZ 175/356 (vpravo)